# Gran Buda de Tailàndia
El Gran Buda de Tailàndia (en tailandès: พระพุทธมหานวมินทรศากยมุนีศรีวิเศษชัยชาญ) També coneguda com el "Gran Buda", "Phra Buda Maha Nawamin" i "Mahaminh Sakayamunee Visejchaicharn", és l'estàtua més alta de Tailàndia, i la novena més alta del món.
Situada en el monestir de Wat Muang a la província d'Ang Thong, aquesta estàtua s'eleva fins a 92 m d'altura, i té 63 metres d'ample. La construcció va començar en 1990 i es va acabar el 2008. Està pintada d'or i feta de ciment.